# Лунга (Дубоссарський район)
Лунга (рос. Лунга; рум. Lunga) — колишнє село в Молдові (Придністров'ї), що належало до Дубоссарського району. Утворювало окрему сільську раду. За адміністративно-територіальним устроєм Молдови — село на Лівобережжі Дністра, центр однойменної комуни.
Приєднане до Дубоссар. Розташоване в південній частині міста, на лівому березі річки Дністер.
Уродженцем Лунги є Грекул Ісаак Дем'янович — український та молдовський письменник та літературознавець.
Станом на 2004 рік у селі проживало 16,9% українців.